# Affaire Ihsane Jarfi
L'affaire Ihsane Jarfi est un assassinat à caractère homophobe, commis dans la région de Liège, en Belgique en avril 2012.

## Faits
Ihsane Jarfi, un liégeois homosexuel d'origine marocaine âgé de 32 ans, disparaît le 22 avril 2012. Il a été vu pour la dernière fois à la sortie de l'Open Bar, un bar gay rue des Mineurs 19 dans le centre de Liège. Il était dans une Volkswagen Polo avec quatre hommes.
Le 1er mai 2012, son corps nu est retrouvé dans une prairie de Villers-le-Temple près de la rue de l'Armoulin,,,. Il a été frappé et laissé pour mort.
Selon l'un des quatre suspects arrêtés, il a d'abord été frappé dans la voiture « pour donner une leçon à l'homo » en raison des propositions sexuelles qu'il aurait formulées. Ses agresseurs l'ont ensuite déshabillé « pour rigoler de lui » et l'ont roué de coups. Ils l'ont ensuite abandonné nu et ensanglanté en lui volant son argent et son portable. Ihsane Jarfi est découvert, une semaine plus tard, présentant des blessures très importantes, dont 17 fractures des côtes. Le médecin légiste établit qu'il a agonisé entre 4 et 6 heures.

## Accusés
Mutlu Kizilaslan (29 ou 31 ans), Jeremy Wintgens (30 ans), Jonathan Lekeu (25 ans) et Eric Parmentier (36 ans), ont été renvoyés aux assises pour assassinat à caractère homophobe en février 2014. Ils sont également inculpés pour vol avec plusieurs circonstances aggravantes, dont celle d'avoir commis un meurtre pour faciliter le vol ou en assurer l'impunité, de torture et de traitements inhumains et dégradants ainsi que de faits d'humiliation ou d'avilissement graves et de séquestration.

## Condamnations
En décembre 2014, à l'issue d'un procès débuté en novembre, la cour d'assises de Liège a condamné Mutlu Kizilaslan, Jérémy Wintgens et Eric Parmentier à la réclusion criminelle à perpétuité pour avoir commis l'assassinat homophobe d'Ihsane Jarfi. Jonathan Lekeu est condamné à 30 ans d'emprisonnement pour un meurtre homophobe.

## Postérité
Le père d'Ihsane Jarfi, a écrit un livre en 2013, Ihsane Jarfi, le couloir du deuil, dans lequel il condamne l'intolérance, qu'elle touche les homosexuels, les musulmans ou n'importe quelle autre minorité.
Le 7 octobre 2014, une plaque commémorative est inaugurée rue des Mineurs.
En 2018, le metteur en scène suisse Milo Rau crée la pièce La Reprise, Histoire(s) du Théâtre I dans le cadre du Kunstenfestivaldesarts au Théâtre National Wallonie-Bruxelles,. Le spectacle relate l'affaire en se basant sur les témoignages de divers protagonistes. 
Nabil Ben Yadir réalise le film Animals, sorti en 2021, en s'inspirant de ce meurtre homophobe,.

### Documentaire télévisé
- « Le crépuscule d'Ihsane » (premier reportage) le 20 novembre 2013 et le 23 juillet 2014 dans Devoir d'enquête sur la Une (RTBF).

### Film
- Animals de Nabil Ben Yadir sorti en 2022